# Лисняк, Радион Александрович
Радио́н Алекса́ндрович Лисня́к (укр. Радіон Олександрович Лісняк; род. 15 января 2002, Петриковка, Днепропетровская область) — украинский футболист, полузащитник клуба «Ингулец».

## Биография
Родился в Петриковке. Воспитанник днепропетровского «Интера», в футболке которого с 2014 по 2019 год выступал в юношеском чемпионате Днепропетровской области и ДЮФЛУ. В 2019 году вернулся в родной посёлок, где продолжил выступления в ДЮФЛУ. Параллельно с этим дебютировал во взрослом футболе, играл за «Петриковку» в чемпионате Днепропетровской области.
В начале сентября 2020 года перешёл в «Ингулец». Выступал за юношескую и молодёжную команду петровчан, за которые отличился 8-мя голами.
18 февраля 2022 года подписал 1,5-летний контракт с «Кремнем», где получил футболку с 99-м игровым номером. В футболке кременчугского клуба дебютировал 27 августа 2022 года в ничейном (3:3) выездном поединке 1-го тура группы «Б» Первой лиги Украины против запорожского «Металлурга». Радион вышел на поле на 58-й минуте вместо Андрея Глобы. За первую половину сезона 2022/23 выходил на поле в 9 матчах Первой лиги Украины, в которых сыграл 192 минуты. 27 февраля 2023 года отправился в аренду до завершения сезона в «Васт». 2 сентября 2023 года николаевский клуб подтвердил аренду игрока и вручил футболисту футболку с 7-м игровым номером. В футболке «Васта» дебютировал 8 апреля 2023 года в проигранном (0:2) выездном поединке 11-го тура Второй лиги Украины против «Звягеля». Лисняк вышел на поле в стартовом составе, а на 82-й минуте его заменил Дмитрий Гуменяк. Во второй половине сезона 2022/23 годов выходил на поле в 7 поединках Второй лиги Украины. В конце июня 2023 года вернулся в «Кремень», но уже в следующем месяце покинул кременчугский клуб свободным агентом.
В конце июля 2023 года вернулся в «Ингуле». В футболке полтавского клуба дебютировал 29 июля 2023 года в победном (5:0) домашнем поединке 1-го тура группы «Б» Первой лиги Украины против «Полтавы». Лисняк вышел на поле на 78-й минуте вместо Александра Пятова.